# Lord-lieutenant du West Lothian
Ceci est une liste de personnes qui ont servi comme Lord Lieutenant du West Lothian. L'office était connu sous le nom de Lord Lieutenant du Linlithgowshire jusqu'en 1921.
- James Hope-Johnstone, 3e comte de Hopetoun 17 mars 1794 – 29 mai 1816
- John Hope, 4e comte de Hopetoun 25 juin 1816 – 27 août 1823
- vacant
- John Hope, 5e comte de Hopetoun 23 novembre 1824 – 8 avril 1843
- Archibald Primrose, 4e comte de Rosebery 20 avril 1843 – 1863
- John Hope, 6e comte de Hopetoun 1er octobre 1863 – 2 avril 1873
- Archibald Primrose (5e comte de Rosebery), 5 juin 1873 – 21 May 1929
- Victor Hope, 2e marquis de Linlithgow 8 octobre 1929 – 5 janvier 1952
- Henry Moubray Cadell 28 mai 1952 – 1964
- Charles Hope, 3e marquis de Linlithgow 14 octobre 1964 – 1985
- John Douglas, 21e comte de Morton 27 juin 1985 – 2002
- Isobel Gunning Brydie 2002 11 juin – présent